# Cantonul Moirans-en-Montagne
Cantonul Moirans-en-Montagne este un canton din arondismentul Saint-Claude, departamentul Jura, regiunea Franche-Comté, Franța.

## Comune
- Chancia
- Charchilla
- Châtel-de-Joux
- Coyron
- Crenans
- Les Crozets
- Étival
- Jeurre
- Lect
- Maisod
- Martigna
- Meussia
- Moirans-en-Montagne (reședință)
- Montcusel
- Pratz
- Villards-d'Héria